# Tuckettspitze
Die Tuckettspitze (italienisch Cima Tuckett) ist ein 3462 Meter hoher Berg im Kristallkamm, einer vom Stilfser Joch bis zum Ortlerpass verlaufenden Bergkette der westlichen Ortler-Alpen, einem Gebirge der südlichen Ostalpen. Sie liegt genau auf der Grenze zwischen den italienischen Provinzen Südtirol und Sondrio im Nationalpark Stilfserjoch. 
Nach Osten und Südwesten sendet der Berg ausgeprägte Grate aus, die den Verlauf des Kristallkamms markieren. Ein weiterer, schwach ausgebildeter Grat nach Norden, wird als einfachster Anstieg zum Gipfel genutzt. Über ihn wurde die Tuckettspitze zuerst am 12. September 1866 von Julius Payer, einem österreichischen, aus Böhmen stammenden, Polar- und Alpenforscher und dem Bergführer Johann Pinggera aus Sulden bestiegen. Ihren Namen hat die Spitze von Payer in den 1860er Jahren erhalten, zu Ehren des englischen Alpinisten und Erschließer der Ortlergruppe Francis Fox Tuckett, * 1834, † 1913, Vizepräsident des englischen Alpine Club und  Mitglied der Royal Geographical Society. Heute ist der firnbedeckte Berg ein von der Livriohütte (Rifugio Livrio) aus leicht erreichbares und oft begangenes Ziel.

## Umgebung
Die Tuckettspitze ist von Gletschern umgeben. Im Norden liegt der Madatschferner (Vedretta del Madaccio), und im Osten und Süden die Vedretta di Campo. Der nächstgelegene Gipfel ist die sich in einem kleinen Seitenkamm erhebende Hintere Madatschspitze (3430 m) rund 400 m nordöstlich. Benachbarte Gipfel sind im Verlauf des Kristallkamms im Osten, getrennt durch das auf 3354 Metern Höhe gelegene Tuckettjoch (Passo di Tuckett) und das Trafoier Joch (Passo di Trafoi, 3317 m), die Große und Kleine Schneeglocke (Piccola und Grande Cima della Campana, 3411 und 3425 m), sowie im weiteren Verlauf die Trafoier Eiswand (Cima die Trafoi, 3565 Meter hoch). Im südwestlichen Kammverlauf liegen, getrennt durch den Passo di Campo (3346 m) die bis 3480 Meter hohen Kristallspitzen (Cime di Campo), sowie weiter westlich die 3446 Meter hohe Payerspitze (Punta Payer) und die Punta del Cristallo, 3450 Meter hoch. Das Dorf Trafoi im Trafoital liegt etwa sechs Kilometer Luftlinie in nördlicher Richtung, das Stilfser Joch liegt gut fünf Kilometer in nordwestlicher Richtung.

## Stützpunkte und Besteigung
Payers und Pinggeras Weg im Jahr 1866 begann auf der Franzenshöhe (heute ein Hotel an der Spitzkehre Nr. 22 der Stilfser-Joch-Straße auf 2189 Metern Höhe). Man brach um 6:30 Uhr in südliche Richtung auf und erreichte gegen 7:45 Uhr den Fuß des Monte Livrio. In dichtem Nebel überquerten sie den Madatschferner mit Orientierungsproblemen, erreichten aber den Nordgrat der Tuckettspitze und waren nach dem Schlagen einiger Stufen ins Eis mit dem Eispickel gegen 11:30 Uhr auf dem Gipfel, ohne etwas sehen zu können. Wegen des Nebels nahmen sie sicherheitshalber den gleichen Weg zurück zur Franzenshöhe. Die ersten Engländer auf der Tuckettspitze waren am 31. Juli 1867 der Botaniker Henry T. Mennell und der Politiker und Schriftsteller Robert Spence Watson. Alexander Flury aus Pontresina, Fotograf und Bergführer führte sie von Trafoi aus zum Tuckettjoch und über den Ostgrat auf den Gipfel.
Heute dient als Stützpunkt für eine Besteigung der Tuckettspitze die auf 3174 Metern Höhe, inmitten des durch zahlreiche Lifte erschlossenen Skigebiets Stilfser Joch, liegende Livriohütte. Von der Hütte aus führt der Normalweg, der einfachste Anstieg, als leichte Hochtour, mit entsprechender Ausrüstung und Gletschererfahrung, über den Madatschferner und den Nordgrat zum Gipfel in, laut Literatur, zwei Stunden Gehzeit. Die Neigung des Grats beträgt maximal 30°. Weiter Anstiege führen über Ost- und Südwestgrat (Kletterei im Schwierigkeitsgrad UIAA I), seit 1939 durch die Südostwand (UIAA III) und seit 1931 auch durch die Nordwestwand (UIAA II).